# Mette Deppe
Mette Deppe (* in Kohlstädt; † 1586 in Detmold) war Opfer der Hexenverfolgung in Schlangen und wurde im Herbst 1586 als Zaubersche in Detmold mit dem Feuer hingerichtet.
Ihre Mutter war Gertrud Deppe, eine Witwe. Sie hatte zwei Brüder, die namentlich bekannt sind: Heinrich und Jürgen.

## Hexenverfolgung in Schlangen
Das Kirchspiel Schlangen (zu dem auch Kohlstädt und Oesterholz gehörten) war 1586–1615 von Hexenverfolgung betroffen. Am 20. Mai 1586 setzten die Vertreter des Kirchspiels eine Klageschrift auf, in der sie forderten, der Zauberei verdächtigen und berüchtigten Weiber aus den Gemeinden Kohlstädt, Oesterholz und Schlangen vor Gericht zu stellen. Sechs Frauen gerieten in Hexenprozesse, von denen mindestens zwei Personen hingerichtet wurden, bei zwei anderen Fällen ist eine Hinrichtung wahrscheinlich:
- Gertrud Deppe aus Kohlstädt sollte angeklagt werden, entfloh aber im Mai 1586.
- Ihre Tochter Mette Deppe wurde gefoltert und im Herbst 1586 in Detmold verbrannt.
- Ilse Rut: Ihr Schicksal ist unbekannt.
- Ihre Tochter Anneke Rut aus Kohlstädt wurde vermutlich hingerichtet.
- Grete Schepers aus Schlangen wurde vermutlich hingerichtet.
- Lueke (Luitgard) zu Oesterholz: Ihr Schicksal ist unbekannt.
- Cathrine (Trine) Bunsen aus Schlangen war 1571 als Witwe aus Bad Lippspringe nach Schlangen gekommen und hatte dort Johan Bunsen geheiratet. Es ging das Gerücht, diese Auswärtige sei geflohen, weil sie ihren ersten Ehemann durch Giftzauber umgebracht hätte. Sie wurde gefoltert und musste 1589 erneut vor Gericht, welches sie zum Tod auf dem Scheiterhaufen verurteilte.

## Anschuldigungen gegen Gertrud Deppe
Mette Deppe war die Tochter von Gertrud Deppe. 1565 entstand Streit zwischen dem Kohlstädter Bauern Wulfkuhle und seiner Nachbarin Gertrud Deppe, weil die Gänse der Deppe in das Roggenfeld von Wulfkuhle gelaufen waren. Er beklagte sich über den Schaden an der jungen Saat und forderte Entschädigung, und sie stieß Flüche und Verwünschungen aus. Daraus entstand eine erbitterte nachbarliche Feindschaft. Als der Bauer Wulfkuhle 21 Jahre später in hohem Alter starb, war seine Familie überzeugt, der Fluch von Gertrud Deppe habe ihn umgebracht. Hermann, der Sohn von Wulfkuhle, übernahm den Hof, aber wurde vom Unglück verfolgt. Als seine Pferde beim Pflügen auf dem Acker zusammenbrachen und seine Milchkühe von einer merkwürdigen Krankheit befallen wurden, stand für ihn fest, dass hier Giftzauber im Spiel war. Er verprügelte die Deppe und drohte ihr, wenn sie dem Viehsterben nicht augenblicklich Einhalt gebiete, werde er dafür sorgen, dass sie wegen des Schadenzaubers brennen müsse. Er bezichtigte sie der Zauberei. Da fürchtete Gertrud Deppe, in einen Hexenprozess zu geraten.
Eine Schlichtung dieser konfliktträchtigen Situation durch Heinrich, den Sohn der Witwe, schlug fehl. Sie erfuhr von ihrer Schwiegertochter, der Frau ihres Sohnes Jürgen, dass Wulfkuhle bei den Bauerrichtern vorgesprochen hatte und die Gemeinde plante, Anzeige gegen sie bei der gräflichen Justizkanzlei in Detmold zu erstatten. Da beschloss sie zu fliehen und verließ im Mai 1586 Kohlstädt, um ihr Leben zu retten. Ihr weiteres Schicksal ist unbekannt. Ob sie eine Chance hatte, nach ihrer Flucht in der Fremde ein neues Leben anzufangen, ist fraglich.

## Hexenprozess gegen Mette Deppe
Am 20. Mai 1586 setzten die Vertreter des Kirchspiels Schlangen eine Klageschrift auf, in der sie nicht nur Gertrud Deppe, sondern auch ihre Tochter Mette Deppe und weitere „der Zauberei verdächtigen und berüchtigten Weiber“ aus den Gemeinden Kohlstädt, Oesterholz und Schlangen namhaft machten und deren strafrechtliche Verfolgung forderten.
Mette Deppe galt als Komplizin der Mutter, denn man war überzeugt, dass Mütter die Töchter die Kunst der Zauberei lehrten. Wulfkuhle und weitere Nachbarn hatten mit angehört, dass Mette ihrer Mutter im Streit vorgeworfen hatte, „was sie könne, das habe sie von ihr gelernt.“ Was auch immer sie damit gemeint hatte, für die Zuhörer stand fest, dass sie von der „magischen Kunst“ redete.
Bei den Vorwürfen gegen die anderen genannten Frauen, Ilse Rut und ihre Tochter Anneke aus Kohlstädt, Lueke (Luitgard) zu Oesterholz, Cathrine Bunsen und Grete Schepers aus Schlangen, treten ebenfalls nachbarliche Konflikte zutage:
Lueke zu Oesterholz hatte – so die Klageschrift – den Knecht vom Meierhof verflucht, als er ihre Kuh pfändete, die dem Meier ins Feld gelaufen war. Grete Schepers sollte ein Schwein ihres Nachbarn vergiftet haben, nachdem er sein Versprechen, ihr für einen entliehenen Kessel eine Wurst zu schenken, nicht gehalten hatte. Cathrine Bunsen war 1571 als Witwe aus Lippspringe nach Schlangen gekommen und hatte dort Johan Bunsen geheiratet. Als „Ausländische“ war sie in den Augen einiger Dorfbewohner eine verdächtige Person. Es ging das Gerücht, sie sei aus Lippspringe geflohen, weil sie ihren Ehemann durch Giftzauber umgebracht habe. Das habe er selbst auf dem Sterbebett geklagt.
Wegen ihrer Anzeige gegen „die Zauberschen“ wurden die Abgesandten des Kirchspiels Schlangen am 12. Juli 1586 zur Audienz in die Justizkanzlei nach Detmold bestellt. Wenn sie ihre Vorwürfe nicht beweisen könnten, müsse die Gemeinde 300 Taler Buße an den Landesherrn zahlen. Beim Verhör am 18. Juli 1586 bestätigten die Zeugen die Zaubereigerüchte über den begangenen Schadenzauber. Daraufhin ordnete der Landesherr die Verhaftung der beiden Hauptverdächtigen an und ließ Mette Deppe und Cathrine Bunsen aus dem Dorf holen und nach Detmold ins Gefängnis bringen.
Das Rechtsgutachten der Juristen der Universität Marburg empfahl keine weiteren Verhaftungen, sondern ein gütliches Verhör der beiden Frauen. Als Mette Deppe und Cathrine Bunsen ihre Unschuld beteuern, ordnet der Landesherr eine Konfrontation mit den Zeugen an. Erst danach wurden Mette Deppe und Trine Bunsen peinlich verhört. Unter dem Druck der Folter gestand Mette, gemeinsam mit ihrer Mutter Schadenzauber verübt, sich mit dem Teufel verbündet und am Hexentanz teilgenommen zu haben. Im Herbst 1586 wurde sie in Detmold als „Zaubersche“ durch das Feuer hingerichtet.
Unter der Folter bestätigte Cathrine Bunsen das Gerücht, ihren Ehemann vergiftet zu haben, widerrief aber beim öffentlichen Gerichtstag ihr Mordgeständnis mit der Begründung, sie habe unter dem Druck der Folter falsch ausgesagt. Als sie vorläufig zu ihrem Ehemann Johan Bunsen zurückgeschickt wurde, löste das Empörung im Kirchspiel aus. Eine Petition an den Grafen wurde aufgesetzt, unterzeichnet mit der Formel „die armen Untertanen des ganzen Kirchspiels Schlangen“. Sie äußerten ihre Erleichterung, dass Mette Deppe „ihrer teufelschen Verwirkung und Untaten nach ihren verdienten Lohn, Gott lob, bekommen und empfangen“ habe, beklagten aber gleichzeitig, dass der Graf ihnen Trine Bunsen, eine Frau, die „der zeuberischen Kunst lange Jahre verdächtig und berüchtigt“, wieder zurückgeschickt habe. Heftig kritisierten sie die Verhörmethoden im Gefängnis wegen zu großer Milde. Der Landesherr solle zum Gefallen Gottes und zum Besten der armen Untertanen handeln und sie von den „Unholden und bösen Weibern, von denen sie ins Verderben gestürtzt“ seien, befreien.
In einem Hexenprozess drei Jahre später wurde Trine Bunsen, dem Rat der Marburger Juristen vom 1. April 1589 folgend, zum Tod durch das Feuer verurteilt. Grete Schepers und Anneke Rut wurden in Haft genommen und „mit peinlicher Frage angegriffen“ (gefoltert). Man kann davon ausgehen, dass sie ebenfalls hingerichtet wurden. Was mit Lueke zu Oesterholz und Ilse Rut geschah, ist unklar.